# Love’s Labours Lost in Space
Love’s Labours Lost in Space (рус.  «Тщетные усилия любви в космосе») — четвёртый эпизод первого сезона мультсериала «Футурама». Североамериканская премьера этого эпизода состоялась 13 апреля 1999 года.

## Содержание
После неудачной попытки Эми познакомить Лилу с холостяками в ночном клубе Нью-Нью-Йорка «The Hip Joint» команда посылается на благотворительную миссию с целью снижения налогов. Необитаемая планета Вергон 6 была полностью выработана и скоро взорвётся. Команда должна спасти по паре каждого вида для последующего размножения.
К несчастью, Вергон 6 объявлен запретной зоной из-за его неразвитого состояния по закону Браннигана. Команда Межпланетного экспресса арестована легендарным капитаном Зеппом Бранниганом, который незамедлительно попытался соблазнить Лилу.
Поначалу Лила категорически отвергала Браннигана, но, в конце концов, сдалась, из жалости к отчаявшемуся дураку. Этот факт Бранниган упоминал при каждом появлении в серии.
Удовлетворённый Бранниган позволил команде Planet Express отчалить к Вергону 6, где команда приступила к сбору странных животных согласно списку. Лила обнаружила маленькое чёрно-белое существо с третьим глазом на стебле, которое она тоже решает спасти. Когда Фрай, Лила и Бендер вернулись с последним животным, то обнаружили, что таинственное животное сожрало всех остальных в грузовом отсеке.
Планета начала обрушиваться, и когда команда попыталась спастись, то обнаружила, что топливо кончилось. Лила отказалась просить Зеппа Браннигана о помощи и команда приготовилась встретить неизбежную смерть. Внезапно корабль наклонился, и друзья обнаружили, что Зубастик испражнился небольшим шариком тёмной материи (на RenTV англ. dark matter переведено как «чернуха»), которое и было топливом для корабля. Бендер заправил сверхтяжёлый шарик в двигатель, и команда благополучно спаслась.

## Персонажи
Список новых или периодически появляющихся персонажей сериала
- Дебют: Болт Роландз
- Дебют: Дуг
- Дебют: Киф Крокер
- Дебют: Лобстер
- Дебют: M5438
- Дебют: Зубастик
- Дебют: Зепп Бранниган

## Планеты будущего
Планеты будущего, которые были представлены в серии:
- Вергон 6

## Интересные факты

### Культурные ссылки
- Английское название получено путём скрещивания названия пьесы Шекспира «Love’s Labour’s Lost» («Бесплодные усилия любви») и «Lost in Space» («Затерянные в космосе»)
- Зепп Бранниган — пародия на персонажа Star Trek'а Джеймса Кирка и актёра, который играл эту роль, — Уильяма Шетнера. Например, момент, когда Зепп просит Кифа сделать запись в капитанском журнале, является прямой отсылкой на обычное начало серии «Звёздного пути».
- На планете Вергон 6 3 инопланетянина играют на саксофоне музыку очень похожую на музыку картины Звёздных войн Эпизода 4.
- Задача, поставленная профессором перед командой «Межпланетного экспресса», — это задача, поставленная в своё время Богом перед Ноем.

### Мелочи
- Строка в начале: «Presented in Brain Control Where Available» («Представлено с мозговым контролем, где он есть») обыгрывает известную по многим телепрограммам строку «Presented in Stereo Where Available» («Представлено в стереозвуке, где он есть»).
- В сцене, когда Зубастик впервые попадает в грузовой отсек, где ещё находятся оставшиеся животные, присмотревшись к дальнему концу отсека, можно увидеть четырёхногого Зубастика (четырёхногого подражателя). Ранее оно имитировало четырёхногую Лилу.
- Животные, «спасённые» с Вергона-6:
  - Purple Fruit Snake (багровая фруктовая змея)
  - Sharktopus (акула-осьминог)
  - Chilean Space Bass (чилийский космический окунь)
  - Parasitic Puppy (щенок-паразит)
  - Gretchen Mole (крот-гоблин)
  - Windy Shrimp (ветряная креветка)
  - Vampire Slug (слизняк-вампир)
  - Excommunicated Cardinal (отлучённый кардинал) — смесь названий птицы-кардинала и церковного звания.
  - Four-Legged Mimic (четырёхногий подражатель)
  - Molotov Cockatoo (какаду Молотова) — пародирует «Коктейль Молотова»
  - Hermaphlamingos (ГермаФламинго) — пародирует слово «гермафродит».